# Bukowiec (województwo lubuskie)
Bukowiec – wieś w Polsce położona w województwie lubuskim, w powiecie międzyrzeckim, w gminie Międzyrzecz.

## Położenie
Bukowiec położony jest 10 kilometrów na południowy wschód od Międzyrzecza przy lokalnej drodze do Zbąszynka. Miejscowość leży na zboczu tzw. Wału Bukowieckiego, który stanowi lokalną kulminację moreny o wysokości do 133 m n.p.m. Wzgórza Wału Bukowieckiego ciągną się pomiędzy Wyszanowem, Bukowcem i Lutolem Suchym. Wokół znajdują się duże obszary leśne z ukrytymi jeziorami (Bukowieckie, Wyszanowskie).

## Historia
Miejscowość pierwotnie związana była z Wielkopolską. Ma metrykę średniowieczną i istnieje co najmniej od XIV wieku. Wymieniona pierwszy raz w dokumencie z 1301 jako "Bucowetz", 1390 "Bukowecz", 1412 "Bucowecz", 1420 "Bukuicz", 1422 "Bukowcze", 1425 "Buccowecz", 1427 "Bucowiecz", 1447 "Buccowetz", 1449 "Bukowicz", 1452 "Bukovvcz", 1474 "Bukowicze", 1508 "Buccowecz Almanicum", 1944 "Bauchwitz".
Dyskusyjne wśród historyków są wzmianki wcześniejsze: pierwsza z 1236 r. jako Bucove oraz z 1250 (Przybygniew z Bukowca).
W 1301 na podstawie darowizny miejscowość stała się własnością opactwa cystersów w Paradyżu. Wtedy to komes Mroczek oddał Bukowiec klasztorowi za zgodą swoich synów oraz dziedziców. W zamian za darowiznę mnisi mieli zbudować w kościele ołtarz św. Jana Ewangelisty dla niego oraz dla komesa Boguszy i Pawła ich stryjecznego, a także przygotować pochówek pod tym ołtarzem dla nich oraz ich potomków. Dokument potwierdzony został pieczęciami Mroczka, Boguszy, komesa Gniewomira oraz ich stryjecznego Pawła.
Miejscowość w 1420 stała się siedzibą własnej parafii. Od 1390 ponownie stała się wsią szlachecką należącą do lokalnej szlachty wielkopolskiej Konopków, a później Bukowieckich, którzy od nazwy wsi przyjęli odmiejscowe nazwisko, a także Krzyckich, Szlichtygów oraz Szczanieckich. W 1449 Bukowiec leżał w powiecie poznańskim Korony Królestwa Polskiego. Od 1420 był siedzibą własnej parafii. W 1510 znajdował się w dekanacie Międzyrzecz.
W 1436 sąd polubowny rozstrzygał spór o granice pomiędzy wsiami: Myśleszewem, Łagowcem oraz Bukowcem. Woźny sądu ziemskiego potwierdził wtedy lokalizację kopców granicznych usypanych pomiędzy wsiami. W latach 1412–36 jako właściciela wsi odnotowano Stefana lub Szczepana Konopkę z Bukowca, a w 1444 wdowę po nim Małgorzatę. W okresie tym oprócz Stefana wymieniono również innych właścicieli Andrzeja, Fabiana, Henryka i Piotra Konopków; zapewne spokrewnionych z tym pierwszym. W 1464 Jakub Bukowiecki zapisał żonie Annie po 100 kóp posagu oraz wiana na trzeciej części Bukowca, tj. na 18 łanach. W 1469 Jan Jost Bukowiecki kupił część Bukowca od Jakuba i braci. W 1469 zapisał swojej żonie Małgorzacie po 150 złotych węgierskich posagu oraz wiana na 0,5 połowy Bukowca. W 1476 dał Wojciechowi Ogance z Rogozińca czwartą część, czyli 9 wielkich łanów w Bukowcu w zamian za sołectwo, czyli folwark w Rogozińcu oraz za 150 grzywien. W 1486 i 1491 Dobrogost z Lwówka kupił od Walentyna z Bukowca prawo bliższości po zmarłym bracie Janie Joście dziedzicu we wsi za 50 grzywien, a także od Andrzeja z Bukowca jego część majętności we wsi przypadłą po śmierci wuja Jana Josta Bukowieckiego za 100 grzywien.
W miejscowości urodził się Jan Bukowiecki (ur. ok. 1597, zm. 1640–1643), który był autorem rozprawy moralnej De liberalitate et avaritia brevis dissertatio auctore Joanne Bukowiecki a Bukowiec (Krótka rozprawa o hojności i skąpstwie napisana przez Jana Bukowieckiego z Bukowca). Był to niewielki traktat filozoficzny, który stanowi zapis świadomości kalwińskiej szlachty zamieszkującej pogranicze wielkopolsko-brandenburskie. Z dzieła pochodzi zawołanie rodziny Bukowieckich: Cnota tylko jest szlachectwem.
W drugiej połowie XVI w. części wsi przeszły w ręce innych właścicieli. W roku 1578 Franciszek Bukowiecki swoje udziały w wiosce sprzedał Bartłomiejowi Szlichtyngowi, od tego roku rodzina Szlichtyngów zaczęła dodawać sobie do nazwiska przydomek "z Bukowca". Ostatnie działy wsi Jan Bukowiecki sprzedał w 1596 Jerzemu Szczanieckiemu. Wśród współwłaścicieli dóbr bukowieckich wymieniani są także Krzyccy. Rodziny te były ze sobą spokrewnione i zmiany własnościowe wynikały z licznych koligacji rodzinnych oraz transakcji finansowych, podziałów majątków oraz dziedziczenia.
Wieś odnotowały historyczne rejestry podatkowe. W 1499 wieś odnotowano w wykazie zaległości podatkowych. W 1508 pobrano we wsi podatki z 12 łanów oraz 6 groszy z karczmy. W 1510 pobór odbył się z 14 łanów. W 1563 miał miejsce pobór od 22 łanów, 2 karczm, 5 rzemieślników, dwóch komorników. W 1564 we wsi było 39 łanów. W 1580 odnotowano płatników poboru ze wsi: Andrzeja Krzyckiego, Bartłomieja Szlichtynka, Jerzego Szczanieckiego oraz Małgorzatę Bukowiecką. Płacili oni podatki od 21,5 łana, 17 zagrodników (w tym jednego wolnego zagrodnika) gospodarujących we wsi, 11 komorników, kowala, garncarza, 2 pasterzy wypasających 125 owiec oraz od 4 pługów kolonistów.
W czasie reformacji właściciele wsi przeszli na protestantyzm, co potwierdzają zachowane dokumenty z wizytacji 1640 roku. Od 1550 roku istniał tu zbór luterański.
W 1653 roku Bukowiec przeszedł na własność rodziny Unrugów w linii zwanej odtąd bukowiecką. Pierwszym przedstawicielem rodu władającym majątkiem w Bukowcu był Aleksander Unrug (1628-po 1682), syn Jerzego. Ostatnimi właścicielami wsi (w latach 1787-1945) była rodzina von Gersdorff.
W wyniku II rozbioru Rzeczypospolitej w 1793, miejscowość przeszła w posiadanie Prus i jak cała Wielkopolska znalazła się w zaborze pruskim. W okresie Wielkiego Księstwa Poznańskiego (1815-1848) miejscowość należała do wsi większych w ówczesnym pruskim powiecie Międzyrzecz w rejencji poznańskiej. Według spisu urzędowego z 1837 roku wieś liczyła 548 mieszkańców, którzy zamieszkiwali 73 dymy (domostwa). Bukowiec stanowił odrębny majątek, którego właścicielem był wówczas Leopold Gersdorff. W skład majątku Bukowiec wchodziły wówczas także dwa folwarki: Jezierny (1 dom, 9 mieszkańców) i Kozioł (1 dom, 6 mieszkańców).
Urodzony w Bukowcu Hans Otto von Gersdorff (1864-1908) zasiadał w latach 1900-1908 w Reichstagu. Przed drugą wojną światową we wsi znajdował się drewniany kościół, duży folwark, pałac właścicieli z XVII w. (spłonął po wejściu wojsk radzieckich), cegielnia, wiatrak, dwie kuźnie, gospoda i kilka sklepów. Miejscowość liczyła 950 mieszkańców.
Po wojnie wieś została zasiedlona przez ludność pochodzącą z Kresów i z centralnej Polski.
W latach 1954–1972 wieś należała i była siedzibą władz gromady Bukowiec. W latach 1975–1998 miejscowość administracyjnie należała do województwa gorzowskiego.
Obecnie we wsi znajduje się kościół pod wezwaniem świętego Marcina, szkoła podstawowa, stacja PKP, przystanek PKS, kilka sklepów, bar i dyskoteka. Z dawnego folwarku pozostał budynek bramny z wieżami, gorzelnia i część zabudowań gospodarczych. Obok zabudowań folwarku zachował się położony w wąwozie park krajobrazowy.

## Zabytki

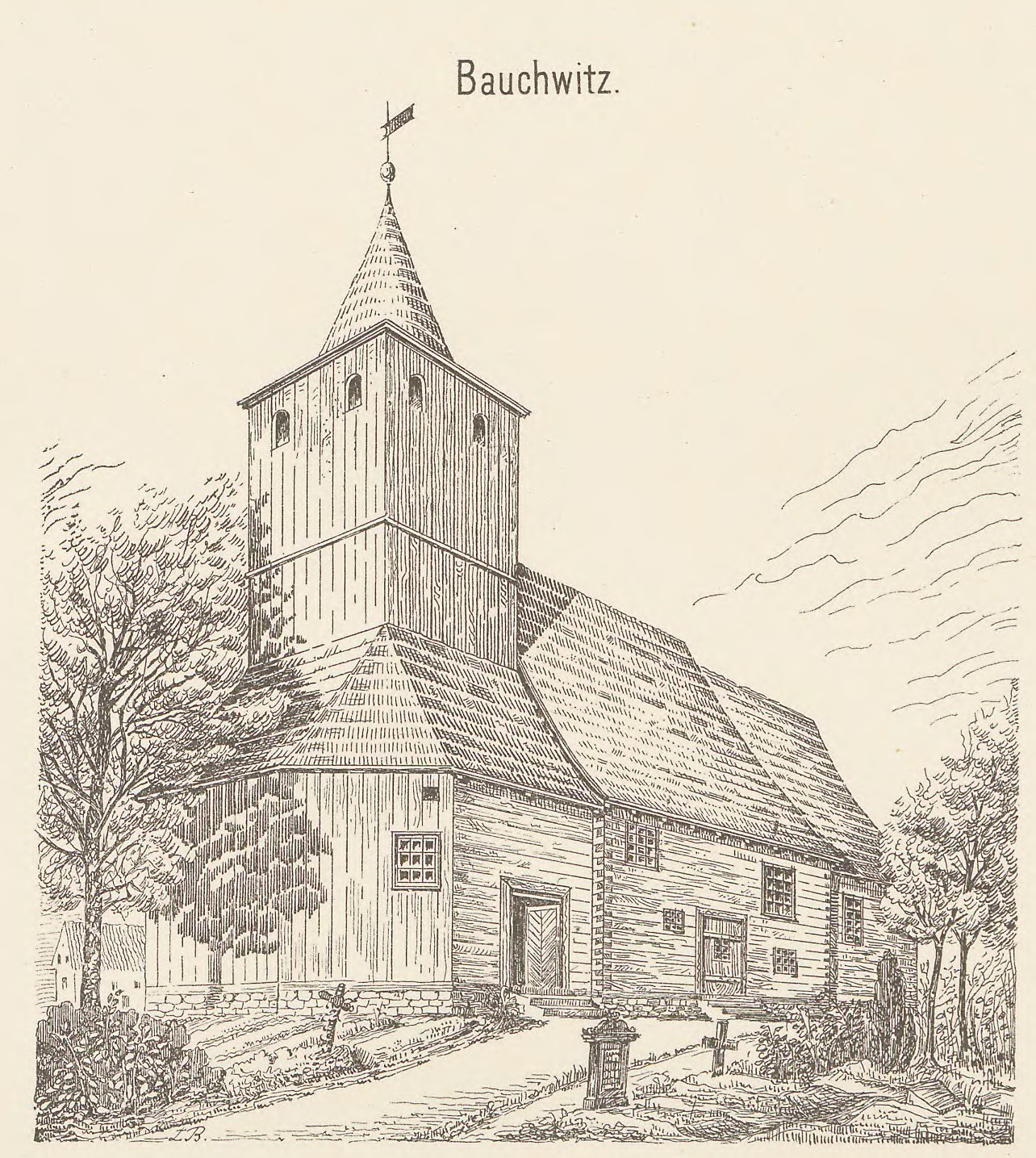
Drewniany kościół w Bukowcu, rysunek wykonany przed 1905

Do wojewódzkiego rejestru zabytków wpisane są:
- kościół filialny pod wezwaniem św. Marcina, zabytkowy i drewniany, wzniesiony w 1550 roku, który zniszczył pożar w 1978 r., nową świątynię wybudowano w latach 1980-1985
- park dworski.

## Galeria

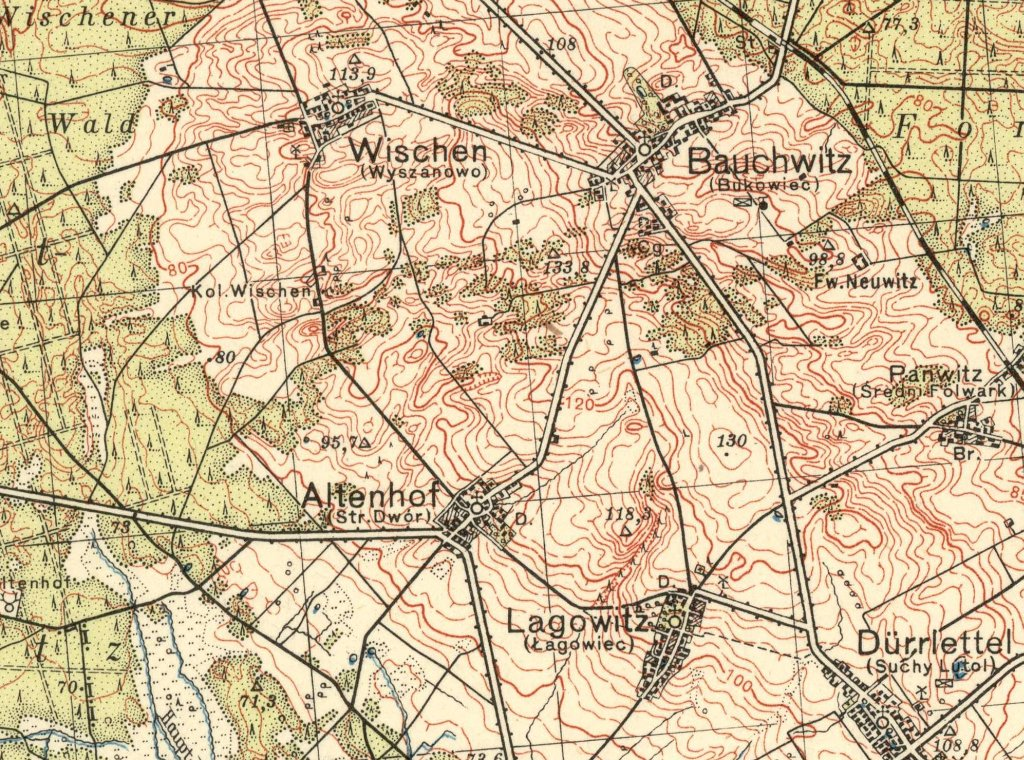
Mapa Bukowca i okolic z 1936 r.
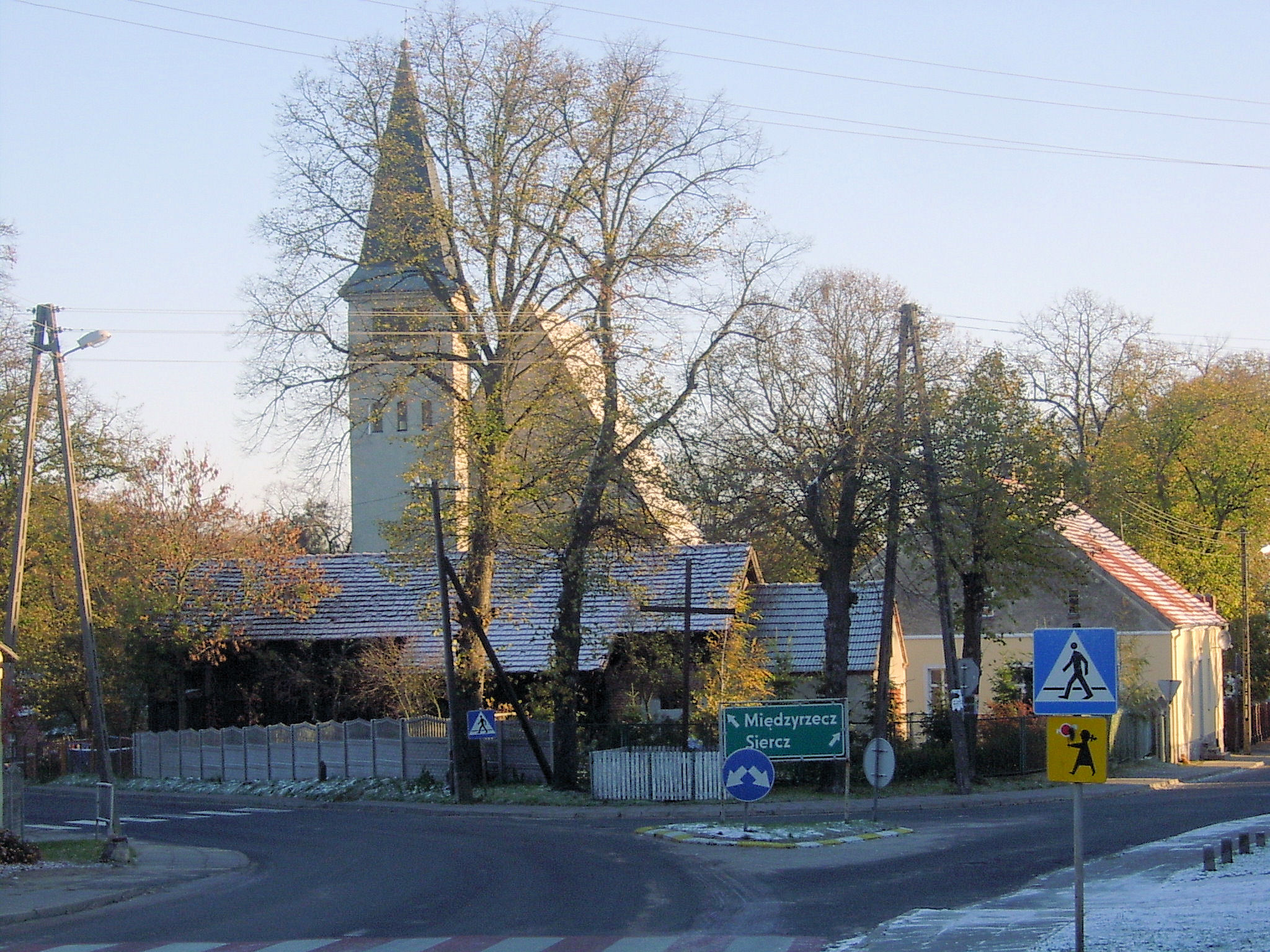
Bukowiec – centrum wsi
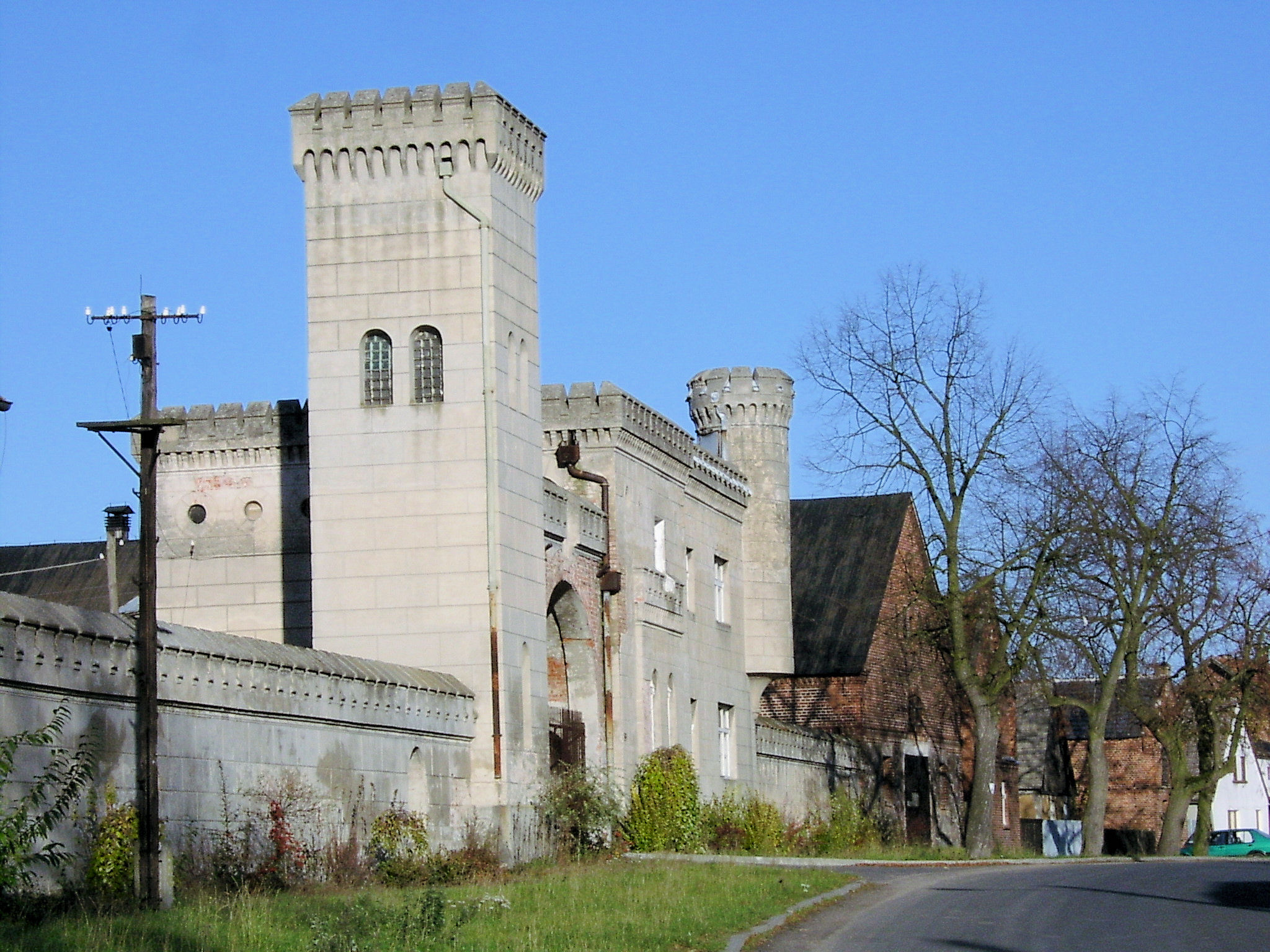
Bukowiec – neorenesansowa brama folwarku
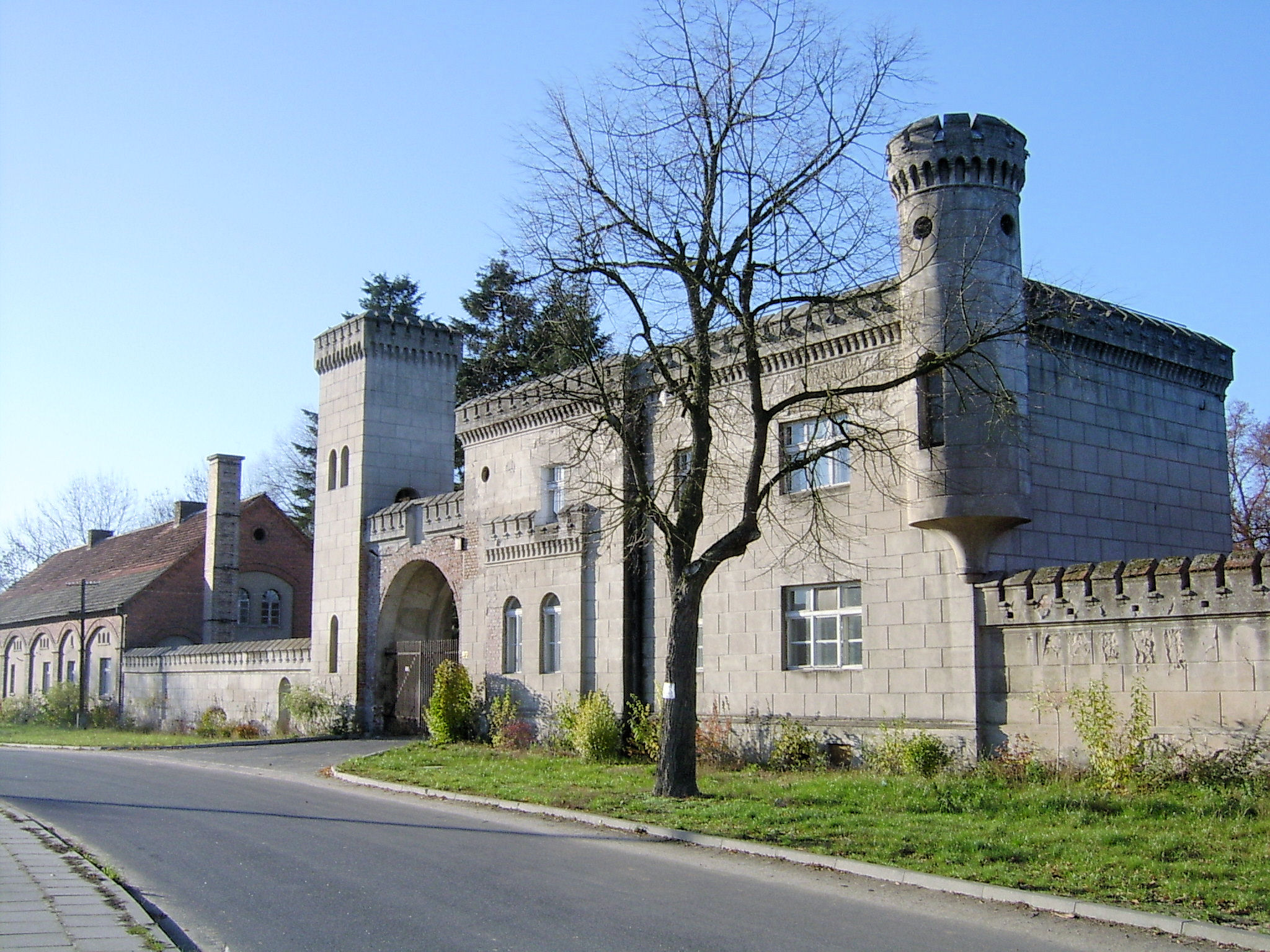
Bukowiec – budynek bramny z wieżami
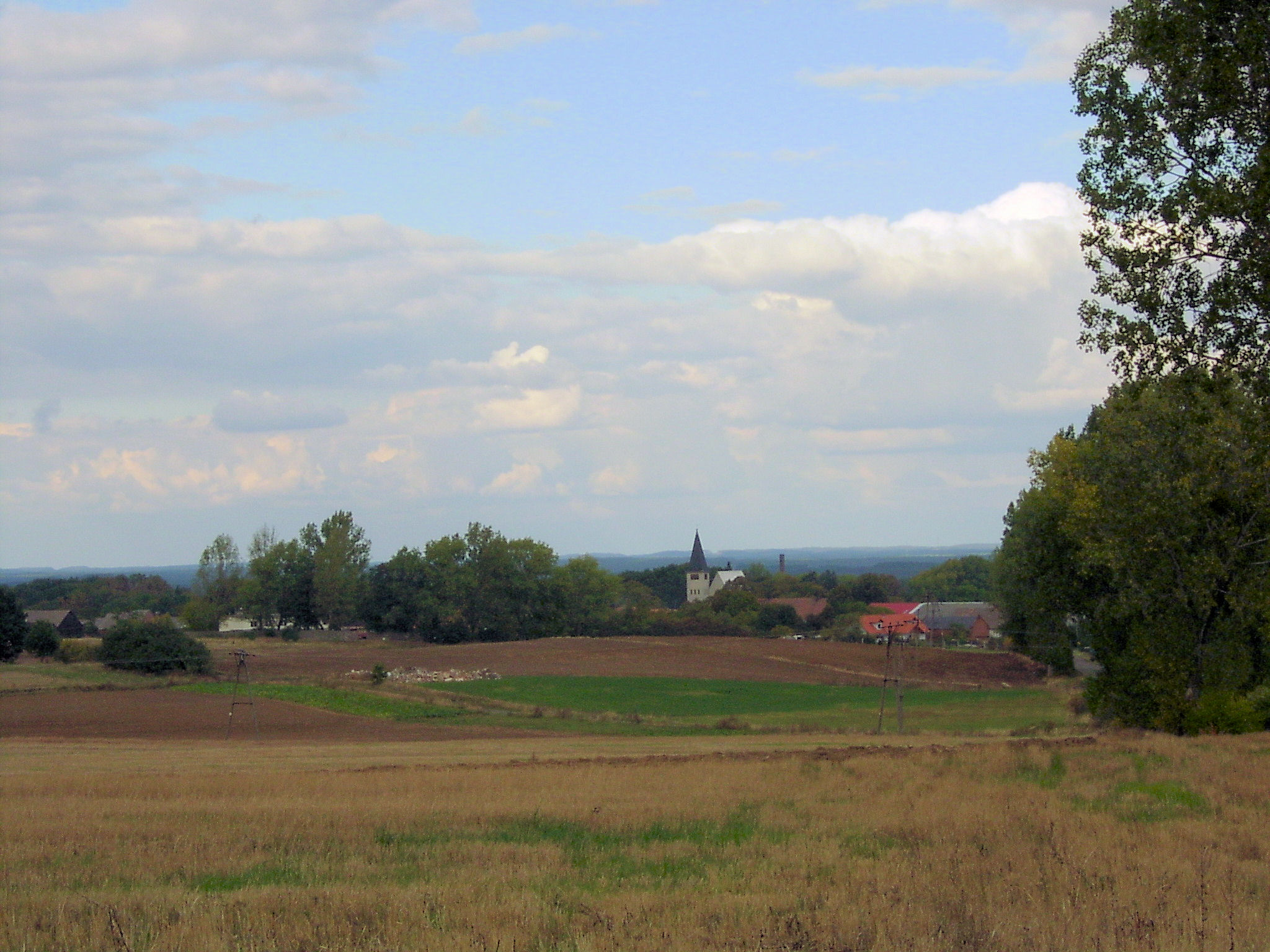
Widok Bukowca ze wzgórza przy drodze do Starego Dworu